# Cuadrilla de Ayala
Cuadrilla de Ayala (bask. Aiarako kuadrilla) – comarca w Hiszpanii, w Kraju Basków, w prowincji Álava. Stolicą comarki jest Respaldiza w gminie Aiara. Jej powierzchnia wynosi 328,12 km². Powstała 3 kwietnia 1990.

## Gminy
W skład comarki wchodzi 5 gmin:
- Aiara
- Amurrio
- Artziniega
- Laudio
- Okondo